# Orientalium dignitas
Orientalium dignitas es una constitución apostólica, en forma de carta apostólica relativa a las iglesias católicas orientales publicada por el Papa León XIII el 30 de noviembre de 1894 . Con ella el papa prohibió la latinización litúrgica de los ritos y tradiciones orientales, alentó a los miembros a permanecer fieles a ellos y extendió la jurisdicción del Patriarcado Melquita de Antioquía, un patriarcado católico de rito bizantino, a todos los territorios del Imperio Otomano.

## Contexto histórico
León XIII prestó durante su pontificado una especial a la cristiandad oriental, puesta de manifiesto en la promoción en Roma del Colegio Pontificio Armenio, el Seminario Maronita y el Colegio de San Atanasio; dispuso que la sección De negotiis ritus orientalis, creada por Pío IX en 1862, quedase integrada en la Sagrada Congregación Propaganda Fide, al que confió las cuestiones relacionadas con las iglesias católicas orientales.También el pueblo armenio, fue objeto de su cuidado, primero acogiendo la reconciliación en 1871 del patriarca cismático de la iglesia armenia; después con los intentos de mediación con el imperio turco y su alocución Europa omnis, del 29 de noviembre de 1895, no pudieron evitar las masacres que darían lugar a su emigración hacía Egipto, Bulgaria, Austria, Francia y América.
En 1893 el papa impulso un Congreso Eucarístico de Jerusalén, y, al año siguiente, publicó la carta Preaclara gratulationis que, con un tono conciliador, era una invitación a la concordia y la paz, especialmente con los ortodoxos; ese mismo año convocó una Conferencia de Patriarcas en el Vaticano. Fruto de esa conferencia fue la constitución apostólica, en forma de carta pastoral, Orientali dignitas (1894), a la que se refiere en esta encíclica, y en la que reafirma la protección del rito de la iglesia greco-melquita ya presente en la Demandatam de Benedicto XIV.

## Contenido
Orientalium dignitas Ecclesiarum, pervetustis rerum monumentis eisque insignibus commendata, magnam habet toto christiano orbe venerationem et gloriam. Apud illas enim, inita benignissimo Dei consilio humanae redemptionis primordia, celeriter ad ea propera vere incrementa, ut laudes apostolatus et martyrii, doctrinae et sanctitatis primo honore floruerint, primam saluberrimorum fructuum laetitiam ediderint.
La dignidad de las Iglesias orientales, que cuenta con memorias muy antiguas y distinguidas, goza de gran veneración y gloria en todo el mundo cristiano. De hecho, una vez iniciada en Oriente la obra de la redención humana, por decisión benignísima de Dios, pronto surgieron acontecimientos tales que hicieron florecer espléndidamente en aquellas Iglesias las virtudes del apostolado y del martirio, de la doctrina y de la santidad, junto con las consoladoras primicias. de frutas muy saludables.
Íncipit Orientalium dignitas

Tras esa alabanza a las iglesias orientales el papa recuerda el cuidado que la Iglesia romana, como cabeza de todas la iglesias, se ha alegrado de sus fidelidad y ha procurado ayudarles en sus dificultades. También ha velado por el mantenimiento de sus costumbres y ritos, cuestión que atendió especialmente Pío IX a través de la Sagrada Congregación de Propaganda. Recuerda también la ayuda que el propio León XIII les ha brindado fundando y promoviendo en Roma y en otros lugares los colegios en los que se forme el clero de esas iglesias.
Considerando la encíclica con la que recientemente apelo a la unidad de los cristianos, pensando en primer lugar en los orientales, el papa expresa su decisión de dedicar atención a la disciplina de los orientales, asegurando la observación de la propia liturgia que tan bien ilustra la catolicidad de la iglesia, ya que 

la venerable antigüedad, con la que se ennoblecen esas diversas formas de liturgia, vuelve a ser de gran ornamento para toda la Iglesia y afirma la unidad divina de la fe católica. En efecto, mientras cada vez se prueba más el origen apostólico de las principales Iglesias orientales, al mismo tiempo aparece y brilla la íntima unión que las formaba con la Iglesia romana.
Orientalium dignitas'

Por esto, para asegurar que del trabajo de los misioneros occidentales no surja inconscientemente un daño para la liturgia y disciplina de las iglesias orientales, resulta oportuno renovar y actualizar las disposiciones que, al respecto estableció, el papa Benedicto XIV con la constitución apostólica, del 24 de diciembre de 1743, teniendo en cuenta las nuevas necesidades, y después de oír a los patriarcas convocados a Roma junto con los cardenales. En consecuencia decreta los siguientes capítulos con fuerza universal para todos los fieles de cualquier rito en Oriente.
1. Un misionero de rito latino que intente convertir litúrgicamente a un fiel oriental incurre en suspensión a divinis y destitución y exclusión de su cargo;
2. Si un patriarca oriental carece de un sacerdote de su propio rito, puede encomendar la tarea de celebrar los sacramentos a un sacerdote latino que utilizará las fórmulas y costumbres del rito oriental. Los fieles tienen la oportunidad de comunicarse mediante cualquier rito católico aprobado;
3. Las corporaciones religiosas dedicadas a la educación de los jóvenes, si cuentan con un número considerable de alumnos de rito oriental, deben asegurarse de que puedan recibir una educación religiosa conforme a su propio rito;
4. Las mismas prescripciones deben aplicarse a las corporaciones religiosas dedicadas a la educación de las niñas en los monasterios y escuelas; si parece necesaria alguna excepción no deben introducirse sin el consentimiento del patriarca y de la Santa Sede..
5. No se abrirán nuevos colegios para jóvenes ni casas de religiosos de rito latino sin obtener antes el consentimiento de la Santa Sede.
6. Tanto los sacerdotes orientales como los latinos pueden absolver sólo en los casos concedidos por el ordinario y sólo a los miembros pertenecientes a su propio rito;
7. Con la aprobación de la Sede Apostólica, los orientales que se hayan pasado al rito latino podrán volver a su rito original;
8. Una mujer casada con un hombre de rito diferente al suyo podrá cambiar de rito libremente. Si el matrimonio es declarado nulo, la mujer quedará libre de volver a su rito original;
9. Un creyente del rito oriental que se encuentre bajo administración latina mantendrá su propio rito y pasará bajo la jurisdicción del patriarca tan pronto como se encuentre en el territorio de su patriarcado
10. Las órdenes o institutos religiosos latinos tienen prohibido admitir miembros del rito oriental;
11. Una comunidad o familia disidente vuelve a la unidad católicas, cuando en la práctica se ve necesario que abrace el rito latino, tendrá la facultad de volver al rito católico primitivo, en cuanto pueda ser atendida por un sacerdote oriental
12. Las causas matrimoniales o de los eclesiásticos se encomiendan exclusivamente a la Sagrada Congregación de Propaganda ;
13. Se extiende al patriarca greco-melquita la jurisdicción del mismo rito que viven dentro de las fornateras del imperio otomano.